# Ázsiai vadmacska
Az ázsiai vadmacska (Felis silvestris ornata) a macskafélék családjába tartozó vadmacska egy alfaja.
Az ázsiai vadmacska elsősorban az indiai Rádzsasztáni-sivatag és az India és Pakisztán közötti Thar-sivatag lakója. Körülbelül házi macska nagyságú, fekete pettyekkel díszített halványsárga testtel. Jelenleg veszélyeztetett alfaj, főként a drága bundája miatti vadászat következtében.

## Elterjedése és élőhelye
Az ázsiai vadmacska elterjedési területe magában foglalja Közép-Ázsia és Dél-Ázsia száraz, nyílt területeit, különösen a félsivatagokat és a szavannás, bokros élőhelyeket. Előfordul Indiában, Pakisztánban, Iránban, Afganisztánban, Üzbegisztánban, Türkmenisztánban és Kazahsztán bizonyos részein. Gyakran előfordul folyóvölgyek és kisebb oázisok környékén is, ahol az élőhelyük több búvó- és vadászhelyet kínál.

## Megjelenése és jellemzői
Az ázsiai vadmacska mérete, testfelépítése és mintázata hasonlít a többi vadmacskáéhoz, de bunda- és színezetbeli jellegzetességei egyediek. Testhossza általában 45–60 cm, ehhez jön a 25–35 cm hosszú farok. Súlya 3–6 kg között mozog, a nőstények általában kisebbek a hímeknél. A sűrű, puha szőrzet alapszíne világos okkeres vagy szürkéssárga, amelyen sűrű, szabálytalan fekete vagy sötétbarna pettyek helyezkednek el. Pofája viszonylag rövid, fülei közepesen nagyok és enyhén lekerekítettek.

## Életmódja és viselkedése
Az ázsiai vadmacska elsősorban éjszakai életmódot folytat, de a kevésbé zavart területeken alkonyatkor és hajnalban is aktív lehet. Egyedül vadászik, territóriuma nagysága függ a táplálék mennyiségétől, valamint az élőhely adottságaitól. Jól alkalmazkodott a száraz, meleg éghajlathoz, és képes hosszabb ideig is meglenni víz nélkül, mivel a szükséges nedvességet nagyobbrészt zsákmányából nyeri. Magabiztosan mászik fara és a bozótos területeken ügyesen bujkál.

## Táplálkozása
Fő táplálékát kisebb emlősök – például rágcsálók és mezei nyulak –, madarak (madarak), hüllők és rovarok alkotják. Szükség esetén dögöt is fogyaszt, ám inkább a friss zsákmányt részesíti előnyben. Rendkívül jó hallása és látása segíti a vadászat során, a puha talppárnák és a hangtalan mozgás pedig lehetővé teszik a prédához való lopakodást.

## Szaporodása
Az ázsiai vadmacska párzási időszaka általában kora tavaszszal van. A nőstény a megközelítőleg 60–65 napos vemhesség után 2–4 kölyköt hoz világra egy védett üregben vagy sűrű növényzetben kialakított fészekben. A kicsik vakon születnek, és néhány hetes korukban nyitják ki a szemüket. Anyjuk gondoskodik róluk, amíg el nem érik a 4–5 hónapos kort, amikor már fokozatosan megtanulnak önállóan vadászni. Körülbelül egy éves korukra válnak ivaréretté.

## Veszélyeztetettség és védelem
A populációt az élőhelyvesztés és feldarabolódás, a túlzott vadászat, valamint az emberi tevékenység által okozott zavarás is veszélyezteti. Mivel prémjét a múltban nagyra értékelték, az intenzív vadászat erősen megtizedelte állományát. Napjainkban több országban már védelmet élvez, egyes helyeken természetvédelmi terület, nemzeti park és rezervátumok hálózatában talál menedéket. A faj megőrzése érdekében kulcsfontosságú a megfelelő élőhelyek fenntartása, a mérgezések és az illegális vadászat megakadályozása, valamint a helyi közösségek bevonása a védelmi intézkedésekbe.

## Taxonómiai és genetikai viszonyok
Az ázsiai vadmacska a Felis silvestris faj egyik alfaja, amelyhez a európai, az afrikai és a közel-keleti populációk is tartoznak. Genetikai kutatások kimutatták, hogy az ázsiai populációk bizonyos mértékben elkülönülnek a többi alfajtól a szaporodási izoláció és a földrajzi akadályok miatt. Előfordul hibridizáció is a vadon kóborló házi macskákkal, ami néhány helyen veszélyeztetheti a genetikai tisztaságát.

## Ökológiai szerepe és kulturális jelentősége
Az ázsiai vadmacska fontos szerepet játszik élőhelyeinek táplálékláncában, mint rágcsáló- és kártevőszabályozó. Jelenléte kiegyensúlyozza a kisebb emlősök populációit, hozzájárulva a természetes ökológiai egyensúly fenntartásához. Egyes helyi közösségek tisztelettel és óvatossággal viseltetnek iránta, míg másutt bundája és egzotikus megjelenése miatt vált a vadászat célpontjává. Az állománycsökkenés jelentősen csökkentheti a régiók biológiai sokféleségét, ezért a faj védelme az ökológiai egyensúly és a természeti örökség megőrzésének kulcsfontosságú eleme.